# Oddelek za romanske jezike in književnosti, Filozofska fakulteta v Ljubljani

## Začetki oddelka
Romanistika na ljubljanski univerzi je tako stara kot univerza. Že v prvem akademskem letu rednega delovanja (1920−1921) je Friderik Juvančič kot honorarni sodelavec začel predavanja iz historične slovnice francoskega jezika, vodil seminar iz romanske filologije in predaval o zgodovini francoskega gledališča. Francoščina je po prvi vojni na Slovenskem postajala jezik kulture; bila je prvi tuji jezik na srednjih šolah, tudi kot protiutež poprej prevladujoči nemščini.
Leta 1927 je bila ustanovljena stolica za romanistiko, kjer je začel redno poučevati romanske jezike in književnosti nekdanji neplačani sodelavec doc. dr. Fran Šturm. Poučeval je zlasti francoski jezik in književnost, italijanščino in splošno romanistiko. Pozneje so se mu pridružili še honorarni sodelavci, dr. Stanko Leben (od leta 1941/1942 redno nastavljen kot docent za italijanski jezik), dr. Anton Grad (privatni docent) in dr. Evel Gasparini. 

### Italijanistika
Italijanistika, ki je med vojno izgubila dr. Frana Šturma, je po vojni (leta 1946) ponovno zaživela s prihodom dr. Stanka Škerlja iz Beograda. Posvečal se je zlasti italijanski sintaksi in dialektologiji ter obenem obnovil študij romanskega jezikoslovja. Preučevanje slednjega in beneških narečij (zlasti v Istri) je nadaljeval dr. Mitja Skubic, skladenjske raziskave pa dr. Tjaša Miklič, ki se je ukvarjala tudi z besedoslovjem in italijanskim glagolom.
Delo katedre za italijansko književnost sta v zadnjih desetletjih močno zaznamovala naslednika dr. Stanka Škerlja, viš. pred. Niko Košir in dr. Atilij Rakar. Niko Košir se je uveljavil predvsem kot odličen prevajalec mnogih prevajalsko zahtevnih klasičnih italijanskih (npr. Boccaccio), francoskih in še zlasti španskih (Cervantes...) piscev. Rakar se je posvečal predvsem študiju tržaške italijanske književnosti, pa tudi starejši književnosti, predvsem baroku in pesniškim šolam, ki so vplivale na slovensko literaturo.

### Francistika
Katero za francosko književnost je po vojni prevzel dr. Stanko Leben. Leta 1951, pa je po izvolitvi dotedanjega francoskega docenta dr. Antona Grada, za izrednega profesorja za zgodovino francoskega jezika, ob sodelovanju lektorja dr. Janka Kotnika, francoski del romanistike ponovno zaživel. Naslednik na katedri, je bil dr. Andrej Capuder (prevajalec Danteja in drugih romanskih velikanov) in v času, ko je bil ta odsoten, jo je vodil dr. Miha Pintarič (strokovnjak za francoski srednji vek in renesanso).
Študij modernega francoskega jezika pod vodstvom domačih lektorjev sta utemeljili in poglobili Marija Kovač in mag. Elza Jereb.

### Hispanistika in luzitanistika
Razširitev romanističnih študij na jezike Iberskega polotoka je bila davna želja članov Oddelka za romanistiko. Za to se je prizadeval tudi dr. Anton Grad. Lektorat španskega jezika je uspešno deloval že kar nekaj let pred ustanovitvijo kateder za španski jezik in književnost, vodila sta ga lektorja Juan Carlos Oven in Nubia Zrimec, kasneje še Maja Turnher Miklavc. V študijskem letu 1981/82 pa je hispanistika uradno začela delovati s prof. dr. Mitjem Skubicem, tremi lektorji in pogodbenim profesorjem, Juanom Octaviom Prenzom z Univerze v Trstu. Pouk modernega španskega jezika, sta razvijali Nubia Zrimec in Jasmina Markič, kasneje še Andreja Trenc, Barbara Pihler Ciglič ...  
Za bolj bogat študij, je bil s študijskim letom 1986/87 uveden lektorat za portugalski jezik (najprej ga je vodila Tina Golob, kasneje Blažka Müller), v akademskem letu 1998/99 pa je zopet začel delovati lektorat za katalonski jezik (vodi ga Aurora Mañas Calvet). 
Na vseh omenjenih jezikovnih smereh so sodelovali tudi tuji lektorji, ki so pomagali zlasti pri urjenju jezikovnih spretnosti imeli so pa tudi pomembno vlogo pri širjenju znanja o kulturah držav iz katerih so prihajali.
Luzitanistika, veda o portugalskem jeziku, knjževnosti in kulturi je začela izvajati redni študijski program z letom 2022/23, z nosilkami predmetov Jasmino Markič, Mojco Medvešek in Blažko Müller.

## Študijski programi
Oddelek ima štiri različne prvostopenjske programe za študij in sedem različnih drugostopenjskih študijskih programov.

### Dodiplomski študij

#### Prva stopnja
- Eno- in dvodisciplinarni prvostopenjski študijski program Francistika z romanistiko.

- Prvostopenjski univerzitetni dvodisciplinarni študijski program Italijanski jezik in književnost.

- Prvostopenjski univerzitetni študijski program Španski jezik in književnost.

- Prvostopenjski univerzitetni študijski program Portugalski jezik in književnost

#### Druga stopnja
- Drugostopenjski študijski program Hispanistika.

- Tri dvodisciplinarne študijske programe: Francistične študije, Italijanski jezik in književnost ter Španski jezik in književnost.

- Tri pedagoške dvopredmetne študijske programe: Francoščina, Italijanščina in Španščina.

## Cilji oddelka

### Italijanistika
Diplomantke in diplomanti drugostopenjskega magistrskega dvodisciplinarnega študijskega programa Italijanski jezik in književnost pridobijo vsa znanja o italijanskem jeziku in književnosti, ki po mednarodnih standardih veljajo za znanja in zmožnosti, kot jih potrebujejo visoko usposobljeni strokovnjaki na tem področju. Ta znanja in zmožnosti znajo uporabljati karseda fleksibilno, kritično in ustrezno glede na različne okoliščine medkulturnega posredovanja v povezavi z drugo disciplino oz. področjem svojega študija. Poleg jezikovnih znanj in osnovnih znanj o italijanski književnosti in kulturi, izpostavljenih v programu prve stopnje, diplomanti magistrskega študija pridobijo še ostala znanja in zmožnosti.

### Francistika
Temeljni cilj programa je pridobivanje strokovnega, teoretičnega in praktičnega znanja s področja francoskega jezika in književnosti ter frankofonske kulture nasploh, ob tem pa spodbujati intelektualno rast in samoizobraževanje. Diplomant pridobi znanje francoskega jezika in osnove enega ali več romanskih jezikov in kultur. Prav tako pridobi temeljna francistična jezikoslovna, literarno-teoretska in literarnozgodovinska znanja. 

### Hispanistika
Diplomantke in diplomanti študijskega programa španskega jezika in književnosti na prvi stopnji pridobijo vsa znanja in medkulturne jezikovne zmožnosti, ki po mednarodnih standardih veljajo kot temeljna znanja in zmožnosti diplomanta dvodisciplinarnega programa španščine, in so usposobljeni za kritično in fleksibilno uporabo pridobljenih znanj in zmožnosti v povezavi z drugim predmetom ali področjem njihovega študija. Pri uporabi znajo upoštevati vse okoliščine konkretnega konteksta.

## Knjižnica oddelka
Knjižnica Oddelka za romanske jezike in književnosti, katere zametki segajo v leto ustanovitve Univerze v Ljubljani, je osrednja romanistična knjižnica v Sloveniji. S svojim leposlovnim, strokovnim in znanstvenim knjižnim in revijalnim fondom (sinhrono in diahrono jezikoslovje, literarna zgodovina in teorija, didaktika tujih jezikov) ter informatizacijsko podprtimi uslugami je na razpolago pedagoškemu procesu in znanstvenemu delu treh študijskih smeri (Francistiki, Italijanistiki in Hispanistiki), obenem pa nudi širok spekter literature v romunskem, portugalskem, katalonskem, furlanskem in ladinskem jeziku.
Knjižna zbirka po podatkih internetne strani knjižnice, v letu 2015 obsega nad 37.000 enot (monografske publikacije, med katerimi je ok. 1200 diplomskih, magistrskih in doktorskih del, ter 170 naslovov tujih revij). Fond narašča z nakupi, darovi in izmenjavo. Na račun romanističnih revij Linguistica in Verba hispanica, ki se pošiljata na več kot 300 naslovov, je z zamenjavo pridobljenih ok. 40 tujih strokovnih in znanstvenih revij.
Knjižnica je vključena v računalniški vzajemni katalog COBIB od 1994. Podatki o starejšem gradivu so na razpolago v klasičnem listkovnem, nekaj tudi že v računalniškem katalogu COBISS. V COBIB je vnešena dobra polovica celotnega gradiva, katera se sproti dopolnjuje, s prihodom novega gradiva.
Avtomatizirana izposoja poteka od 2002. Večina knjig je na razpolago 1 mesec, študijsko gradivo 1 ali 2 tedna, magisteriji in doktorati 1 teden, slovarje, enciklopedije, diplomska dela in arhivsko gradivo pa je možno konzultirati le v čitalnici.
Bibliotekarki izdelujeta strokovno in znanstveno bibliografijo članov Oddelka.

## Revije
Oddelek se ukvarja tudi z izdajami treh revij. Te so Linguistica, Verba Hispanistica in Vestnik za tuje jezike. Vse tri revije izdaja Znanstvena založba Filozofske fakutlete Univerze v Ljubljani.
Pobudo za ustanovitev revije Linguistica (1954− ) sta dala Stanko Škerlj in klasični filolog Milan Grošelj. Njun cilj je bil, da bo revija v prvi vrsti odprta jezikoslovcem naše fakultete in seveda jezikoslovcem drugih, predvsem evropskih univerzitetnih središč, s katerimi so bili naši jezikoslovni katedri tesneje povezani.  Zdaj je to mednarodno ugledna znanstvena jezikoslovna revija, ki objavlja izvirne razprave iz vseh tradicionalnih in modernih poddisciplin jezikoslovja. 
Revija Verba Hispanica je znanstvena revija, ki izhaja enkrat letno pod okriljem Kateder za španski jezik in književnost. Avtorji izvirnih znanstvenih in strokovnih prispevkov so raziskovalci in profesorji iz različnih univerz in raziskovalnih centrov v Sloveniji in po svetu. Nastala je leta 1991 in je rezultat dela zagnane skupine španskih učiteljev pod vodstvom prof. dr. Mitje Skubica, direktorja revije, in španskega lektorja Matíasa Escalere Cordera, tajnika. Ta revija objavlja teoretične in aplikativne raziskave iz španskega jezika in književnosti, občasno tudi iz drugih jezikov Iberskega polotoka. Objavlja tudi prevode slovenskih literarnih avtorjev v španščini.
Revija Vestnik za tuje jezike je naslednica revije Vestnik Društva za tuje jezike in književnosti, ki je izhajala med letoma 1962 in 2006. Revija je prenehala izhajati po razpustitvi Društva za tuje jezike in književnosti  saj ni imela več formalnega izdajatelja.  Skupina raziskovalcev s Filozofske fakultete v Ljubljani je revijo obudila, poskrbela za ponoven vpis v razvid medijev in izdala prvo številko leta 2009. Vestnik za tuje jezike je interdisciplinarna znanstveno-strokovna publikacija, ki objavlja izvirne, pregledne in kratke znanstvene članke ter strokovne članke s področja jezikoslovja, književnosti in didaktike tujih jezikov, recenzije reprezentativnih del ter poročila o odmevnih dogodkih s teh področij. Revija spodbuja povezovanje jezikovnih strok (prispevki so lahko napisani v slovenščini, angleščini, francoščini, hrvaščini, italijanščini, makedonščini, nemščini, ruščini, srbščini in španščini) ter krepi dialog med različnimi teoretskimi orientacijami in prakso.